# 蒂鲁文卡塔姆
蒂鲁文卡塔姆（Thiruvenkatam），是印度泰米尔纳德邦Tirunelveli县的一个城镇。总人口7350（2001年）。

## 人口
该地2001年总人口7350人，其中男性3663人，女性3687人；0—6岁人口740人，其中男379人，女361人；识字率66.31%，其中男性为77.10%，女性为55.60%。